# Seedorf (Niedersachsen)
 For alternative betydninger, se Seedorf. (Se også artikler, som begynder med Seedorf)
Seedorf er en kommune med godt 950 indbyggere (2013) i Samtgemeinde Selsingen i den nordøstlige del af Landkreis Rotenburg (Wümme), i den nordlige del af den tyske delstat Niedersachsen.

## Geografi
Seedorf ligger ved floden Oste, og Bundesstraße 71 mellem Zeven og Bremervörde 90 km fra Nordsøen. I kommunen ligger ud over Seedorf, landsbyen Godenstedt der indtil 1974 var hjemsted for en selvstændig kommune .
I kommunen var der fra 1963 til 2006 en hollandsk garnison. Fra oktober 2006 har basen væren hjemsted for hovedparten af den tyske Luftlandebrigade 31.